# مستند آلفارد
آلفرد مستندی بلند درباره خلبان محمد صالحی و هم کابین او خالد حیدری است. این مستند ساخته هوشنگ میرزایی است. مستند آلفرد در سال۱۳۹۱ همزمان با پیدا شدن پیکر خالد حیدری و محمد صالحی اکران شد.
این مستند در حضور خانواده‌های دو خلبانی که موضوع اصلی این مستند بودند اکران شد. این مستند همچنین در سی‌ویکمین دوره جشنواره فیلم فجر شرکت کرد.